# Portir
Portir (tudi postrešček ali ang. bellboy) je hotelski nosač, ki je v  pomagal gostom z njihovo prtljago medtem, ko so se prijavljali ali odjavljali na recepciji. Poleg tega je goste pripeljal do njihove sobe. Ime izhaja iz angleškega imena bellboy saj so imeli včasih pri hotelskih recepcijah zvonec, s katerim so poklicali nosača, ki je gostom pomagal odnesti prtljago v sobo.  Zgodovinsko gledano je bilo to delo rezervirano za mlajše ali starejše moške, ki nimajo posebnih izkušenj ali izobrazbe za bolje plačano delo, imajo pa dovolj moči za nošenje pritljage. Pogosto portir nosi uniformo kot, podobno kot receptorji in  vratar ji predvsem v ZDA, pa tudi v mnogih drugih državah je v navadi, da portirju gost usluge plača z napitnino. To delo danes opravljajo tudi ženske, zato se v ameriški terminologiji se uporablja tudi termin bellperson, da ne prihaja do  spolne diskriminacije. Dolžnosti portirja ali portirk danes ni več samo prenašanje prtljage. Poleg tega še parkirajo avtomobile, pokličejo taksi, odpirajo vrata in skrbijo, da gost dobi prvi dober vtis, ko ga pozdravi ob vstopu v hotel. V Ljubljani je delo portirja oziroma postreščka izumrlo že pred tridesitimi leti. V takratnem času so portirji pomagali nositi pritljako ljubljančanom do železniške postaje. V današnjem času so se za to delo odločili opravljati člani društva prvih ljubljanskih postreščkov. Njihovo delo je predvsem opraviti drobna dela, ki jih potrebujejo predvsem starejši ljudje, morda tudi zaradi njihove socialne osamljenosti. V primeru, da društvo ne more opraviti dela pa pokličejo obrtnike, ki s svojo strokovnostjo opravijo delo. Vsi slovenski hoteli na nivoju kot so Grand Media Hotel Domina, Hotel Slon, Hotel Lev... najemajo osebe za opravljanje dela portirja. Delo v večini primerov opravljajo študenti, minimalne zahteve za opravljanje tega dela pa je predvsem urejenost in znanje tujih jezikov. Prednosti dela so predvsem osebni stik z gosti, možnost vožnje luksuznih avtomobilov in možnost dobrega zaslužka.